# 感傷列車
《感傷列車》（日语： Senchimentaru torein */?）為日本女子偶像團體AKB48的第53張單曲，於2018年9月19日由國王唱片發行。標題曲由秋元康作詞，姫野博行作曲。原定擔任Center（中心成員）的松井珠理奈礙於健康因素需長期休養，因此在单曲发行时未參與錄製，松井遺缺的部分則在休養結束後另行補製。

## 簡介
本張單曲與前作《Teacher Teacher》相隔約4個月後發行，是AKB48在2018年發行的第三張單曲。標題曲由「AKB48第53張單曲世界選拔總選舉」選出的「世界選拔成員」演唱。大場美奈（SKE48）、矢吹奈子（HKT48）、田中美久（HKT48）為首度经总选举獲選為選拔成員。田中美久是繼《Ja-Ba-Ja》後相隔2作、惣田紗莉渚、古畑奈和、本間日陽是繼《#就是喜歡你》後相隔4作、武藤十夢是繼《空有願望》後相隔5作度進入選拔、大場美奈则是繼《拉布拉多獵犬》後相隔17作後重回選拔成員行列。
本曲於2018年7月7日播出的《THE MUSIC DAY 想唱給你聽的歌》（日本電視台聯播網）首演，原定擔任Center（中心成員）的松井珠理奈因身體不適休養中，節目中原屬松井珠理奈的站位因「Center缺席」而空缺。之後的音樂節目中，選拔成員皆以無Center的隊形演唱。8月3日首次披露的MV也因松井珠理奈無法參與拍攝，而以「未完成」的方式公開。原本MV的歌唱及演出部分，是以松井珠理奈重回Center站位為前提，進行MV錄音、拍攝及剪輯的製作工作；但最終在不得已的情況下，原本由松井珠理奈演出的部分改以插畫及電腦圖像的方式呈現。
松井珠理奈在2018年9月上旬重开活动后，AKB48在9月7日播出的朝日電視台節目《MUSIC STATION》上，首次以16人的完整阵容公開演唱本曲。10月25日，松井珠理奈參與錄製後的「完整版」音源與MV正式公開。

## 封面寫真
封面寫真由攝影師平野文子一手包辦，此次是她繼《11月的腳鏈》後再次經手AKB48唱片封面寫真的拍攝工作。Type A 初回限定盤封面（初版）原定採用松井珠理奈的照片，配合松井缺席單曲錄製而改以鏡面反射的藍天寫真照片取代，為AKB48首張沒有成員寫真的單曲作品。劇場盤封面分為16方格，原定每方格有一位世界選拔成員的照片，由於松井缺席，松井的照片被改成藍天寫真。
| Type A 初回限定盤        | （藍天寫真照片）                         |
| Type B 初回限定盤        | 須田亞香里、宮脇咲良、荻野由佳           |
| Type C 初回限定盤        | 岡田奈奈、橫山由依、武藤十夢、大場美奈   |
| Type D 初回限定盤        | 矢吹奈子、田中美久、惣田紗莉渚、高橋朱里 |
| Type E 初回限定盤        | 向井地美音、吉田朱里、古畑奈和、本間日陽 |
| Type A 通常盤            | 須田亞香里、武藤十夢、吉田朱里           |
| Type B 通常盤            | 宮脇咲良、田中美久、高橋朱里             |
| Type C 通常盤            | 荻野由佳、矢吹奈子、本間日陽             |
| Type D 通常盤            | 岡田奈奈、大場美奈、古畑奈和             |
| Type E 通常盤            | 橫山由依、惣田紗莉渚、向井地美音         |
| 劇場盤                   | 全體世界選拔成員（松井珠理奈除外）       |
| Type A 初回限定盤 完成版 | 松井珠理奈                               |
| 劇場盤 完成版            | 全體世界選拔成員                         |

## MV
感傷列車
MV由高橋榮樹執導。MV以附設女子高中的女子大學為舞台，像風一樣出現、又如同風一樣離開的轉學生（松井珠理奈，初版MV中由替身白奈里涉代演）與成員之間的互動為故事主軸。由於單曲製作時，松井仍處於休養階段，因此MV定位為「未完成」作品，當中原預定由松井演出的部份，則由漫畫家志村貴子以獨特氛圍的畫風繪製出松井的表情變化替代。舞蹈動作由CRE8BOY負責設計。

## 媒體使用歌曲
百合會盛開嗎？
日本電視台聯播網連續劇《馬路無理學園》主題歌

## 收錄歌曲
分為初回限定盤與通常盤2種版本，2種版本收錄歌曲皆相同。

### Type A
| CD   | CD                                    | CD     | CD               | CD               |
| 曲序 | 曲目                                  |        | 作曲             | 編曲             |
| ---- | ------------------------------------- | ------ | ---------------- | ---------------- |
| 1.   | 感傷列車（センチメンタルトレイン）                          | 秋元康 | 姫野博行         | 姫野博行         |
| 2.   | 涼鞋成就不了的愛情（サンダルじゃできない恋）（Under Girls） | 秋元康 | Atelier LadyBird | Atelier LadyBird |
| 3.   | 不是朋友嗎？（友達じゃないか?）（Next Girls）        | 秋元康 | 山田智和         | 住谷翔平         |
| 4.   | 感傷列車（off vocal ver.）            |        | 姫野博行         | 姫野博行         |
| 5.   | 涼鞋成就不了的愛情（off vocal ver.）  |        | Atelier LadyBird | Atelier LadyBird |
| 6.   | 不是朋友嗎？（off vocal ver.）        |        | 山田智和         | 住谷翔平         |

| DVD  | DVD                            | DVD      |
| 曲序 | 曲目                           | 導演     |
| ---- | ------------------------------ | -------- |
| 1.   | 感傷列車 Music Video           | 高橋榮樹 |
| 2.   | 涼鞋成就不了的愛情 Music Video | 瀨里義治 |
| 3.   | 不是朋友嗎？ Music Video       | 田中希實 |

### Type B
| CD   | CD                                   | CD     | CD               | CD               |
| 曲序 | 曲目                                 |        | 作曲             | 編曲             |
| ---- | ------------------------------------ | ------ | ---------------- | ---------------- |
| 1.   | 感傷列車                             | 秋元康 | 姫野博行         | 姫野博行         |
| 2.   | 涼鞋成就不了的愛情（Under Girls）    | 秋元康 | Atelier LadyBird | Atelier LadyBird |
| 3.   | 某天 不經意…（ある日 ふいに…）（Future Girls）     | 秋元康 | 藤谷一郎         | 藤谷一郎         |
| 4.   | 感傷列車（off vocal ver.）           |        | 姫野博行         | 姫野博行         |
| 5.   | 涼鞋成就不了的愛情（off vocal ver.） |        | Atelier LadyBird | Atelier LadyBird |
| 6.   | 某天 不經意…（off vocal ver.）       |        | 藤谷一郎         | 藤谷一郎         |

| DVD  | DVD                            | DVD      |
| 曲序 | 曲目                           | 導演     |
| ---- | ------------------------------ | -------- |
| 1.   | 感傷列車 Music Video           | 高橋榮樹 |
| 2.   | 涼鞋成就不了的愛情 Music Video | 瀨里義治 |
| 3.   | 某天 不經意… Music Video       | 中村太洸 |

### Type C
| CD   | CD                                   | CD     | CD               | CD               |
| 曲序 | 曲目                                 |        | 作曲             | 編曲             |
| ---- | ------------------------------------ | ------ | ---------------- | ---------------- |
| 1.   | 感傷列車                             | 秋元康 | 姫野博行         | 姫野博行         |
| 2.   | 涼鞋成就不了的愛情（Under Girls）    | 秋元康 | Atelier LadyBird | Atelier LadyBird |
| 3.   | 一季夏日（ひと夏の出来事）（Upcoming Girls）       | 秋元康 | 野井洋兒         | 野井洋兒         |
| 4.   | 感傷列車（off vocal ver.）           |        | 姫野博行         | 姫野博行         |
| 5.   | 涼鞋成就不了的愛情（off vocal ver.） |        | Atelier LadyBird | Atelier LadyBird |
| 6.   | 一季夏日（off vocal ver.）           |        | 野井洋兒         | 野井洋兒         |

| DVD  | DVD                            | DVD      |
| 曲序 | 曲目                           | 導演     |
| ---- | ------------------------------ | -------- |
| 1.   | 感傷列車 Music Video           | 高橋榮樹 |
| 2.   | 涼鞋成就不了的愛情 Music Video | 瀨里義治 |
| 3.   | 一季夏日 Music Video           | 大野敏嗣 |

### Type D
| CD   | CD                                             | CD     | CD               | CD               |
| 曲序 | 曲目                                           |        | 作曲             | 編曲             |
| ---- | ---------------------------------------------- | ------ | ---------------- | ---------------- |
| 1.   | 感傷列車                                       | 秋元康 | 姫野博行         | 姫野博行         |
| 2.   | 涼鞋成就不了的愛情（Under Girls）              | 秋元康 | Atelier LadyBird | Atelier LadyBird |
| 3.   | 浪花的訊息（波が伝えるもの）（第10屆世界選拔總選舉紀念小组） | 秋元康 | 木下愛音         | 木下愛音         |
| 4.   | 感傷列車（off vocal ver.）                     |        | 姫野博行         | 姫野博行         |
| 5.   | 涼鞋成就不了的愛情（off vocal ver.）           |        | Atelier LadyBird | Atelier LadyBird |
| 6.   | 浪花的訊息（off vocal ver.）                   |        | 木下愛音         | 木下愛音         |

| DVD  | DVD                            | DVD      |
| 曲序 | 曲目                           | 導演     |
| ---- | ------------------------------ | -------- |
| 1.   | 感傷列車 Music Video           | 高橋榮樹 |
| 2.   | 涼鞋成就不了的愛情 Music Video | 瀨里義治 |
| 3.   | 浪花的訊息 Music Video         | 橫堀光範 |

### Type E
| CD   | CD                                   | CD     | CD               | CD               |
| 曲序 | 曲目                                 |        | 作曲             | 編曲             |
| ---- | ------------------------------------ | ------ | ---------------- | ---------------- |
| 1.   | 感傷列車                             | 秋元康 | 姫野博行         | 姫野博行         |
| 2.   | 涼鞋成就不了的愛情（Under Girls）    | 秋元康 | Atelier LadyBird | Atelier LadyBird |
| 3.   | 「喜歡」的種子（“好き”のたね）（SHOWROOM選拔）   | 秋元康 | Linia            | 若田部誠         |
| 4.   | 感傷列車（off vocal ver.）           |        | 姫野博行         | 姫野博行         |
| 5.   | 涼鞋成就不了的愛情（off vocal ver.） |        | Atelier LadyBird | Atelier LadyBird |
| 6.   | 「喜歡」的種子（off vocal ver.）     |        | Linia            | 若田部誠         |

| DVD  | DVD                            | DVD      |
| 曲序 | 曲目                           | 導演     |
| ---- | ------------------------------ | -------- |
| 1.   | 感傷列車 Music Video           | 高橋栄樹 |
| 2.   | 涼鞋成就不了的愛情 Music Video | 瀨里義治 |
| 3.   | 「喜歡」的種子 Music Video     | ZUMI     |

### 劇場盤
| CD   | CD                                   | CD     | CD               | CD               |
| 曲序 | 曲目                                 |        | 作曲             | 編曲             |
| ---- | ------------------------------------ | ------ | ---------------- | ---------------- |
| 1.   | 感傷列車                             | 秋元康 | 姫野博行         | 姫野博行         |
| 2.   | 涼鞋成就不了的愛情（Under Girls）    | 秋元康 | Atelier LadyBird | Atelier LadyBird |
| 3.   | 百合會盛開嗎？（百合を咲かせるか?）                   | 秋元康 | 木下愛音         | 木下愛音         |
| 4.   | 感傷列車（off vocal ver.）           |        | 姫野博行         | 姫野博行         |
| 5.   | 涼鞋成就不了的愛情（off vocal ver.） |        | Atelier LadyBird | Atelier LadyBird |
| 6.   | 百合會盛開嗎？（off vocal ver.）     |        | 木下愛音         | 木下愛音         |

## 完整版
2018年10月25日下午8時（日本時間）起於國王唱片特設網站上公布包含松井在內的16名選拔成員「完整版」歌曲及MV的發行訊息。歌曲以數位下載方式發行，MV於串流媒體以影音串流方式發行，2019年4月30日前購買本單曲CD的消費者可憑CD內隨附的序號卡以上述方式下載歌曲及MV。松井參與拍攝的完整版單曲封面也在同日正式公布。
2019年6月16日，即是次總選舉開票日的一年後，AKB48的Youtube頻道上載了上述「完整版」MV。

## 選拔成員
由总选举名次决定的曲目中，成员后的括号内为AKB48第53张单曲世界选拔总选举的名次。

### 感傷列車
（中心成員：松井珠理奈）
- Team A：橫山由依（第6名）、向井地美音（第13名）
- Team K：武藤十夢（第7名）
- Team B：高橋朱里（第12名）
- Team 4／STU48：岡田奈奈（第5名）
- SKE48 Team S：松井珠理奈（第1名）
- SKE48 Team KII：大場美奈（第8名）、惣田紗莉渚（第11名）、古畑奈和（第15名）
- SKE48 Team E：須田亞香里（第2名）
- NMB48 Team M：吉田朱里（第14名）
- HKT48 Team H：矢吹奈子（第9名）、田中美久（第10名）
- HKT48 Team KIV：宮脇咲良（第3名）
- NGT48 Team NIII：荻野由佳（第4名）
- NGT48 Team G：本間日陽（第16名）

### 涼鞋成就不了的愛情
「Under Girls」名義
（中心成員：松村香織）
- Team K：小嶋真子（第19名）、峯岸南（第32名）
- Team B：岩立沙穗（第22名）、福岡聖菜（第31名）
- Team 8／Team A：小栗有以（第25名）
- SKE48 Team S：北川綾巴（第27名）
- SKE48 Team KII：松村香織（第17名）、高柳明音（第18名）、荒井優希（第28名）
- SKE48 Team E：菅原茉椰（第29名）
- NMB48 Team M：白間美瑠（第20名）
- NMB48 Team BII：太田夢莉（第23名）
- HKT48 Team H：田島芽瑠（第26名）
- NGT48 Team NIII：西潟茉莉奈（第24名）、加藤美南（第30名）
- NGT48 Team G：奈良未遙（第21名）

### 不是朋友嗎？
「Next Girls」名義
（中心成員：谷口惠）
- Team A：加藤玲奈（第36名）
- Team B：谷口惠（第33名）、佐佐木優佳里（第44名）
- Team 4：川本紗矢（第41名）
- Team 8／Team 4：大西桃香（第38名）、坂口渚沙（第47名）
- SKE48 Team KII：小畑優奈（第34名）、江籠裕奈（第35名）、內山命（第42名）
- SKE48 Team E：末永櫻花（第45名）、熊崎晴香（第46名）
- HKT48 Team KIV：淵上舞（第40名）、朝長美櫻（第48名）
- NGT48 Team NIII：西村菜那子（第43名）
- NGT48 Team G：中井莉加（第37名）
- BNK48 Team BIII：Cherprang／Cherprang Areekul（第39名）

### 某天 不經意…
「Future Girls」名義
（中心成員：倉野尾成美）
- Team K：込山榛香（第52名）
- Team 8／Team A：岡部麟（第58名）
- Team 8／Team K：倉野尾成美（第49名）、小田繪里奈（第60名）
- Team 8／Team B：太田奈緒（第62名）
- SKE48 Team S：一色嶺奈（第56名）
- SKE48 Team KII：竹內彩姬（第51名）
- SKE48 Team E：鐮田菜月（第59名）
- NMB48 Team N：內木志（第54名）
- NMB48 Team M：澀谷凪咲（第57名）
- HKT48 Team H：松岡菜摘（第55名）、駒田京伽（第61名）、田中菜津美（第63名）
- HKT48 Team TII：小田彩加（第50名）
- NGT48 Team NIII：太野彩香（第53名）
- NGT48 Team G：中村步加（第64名）

### 一季夏日
「Upcoming Girls」名義
（中心成員：後藤萌咲）
- Team A：後藤萌咲（第65名）
- Team B：久保怜音（第75名）
- SKE48 Team S：岡田美紅（第78名）
- SKE48 Team KII：日高優月（第76名）、青木詩織（第80名）
- SKE48 Team E：高畑結希（第68名）
- NMB48 Team BII：城恵理子（第79名）
- HKT48 Team H：秋吉優花（第73名）
- HKT48 Team KIV：本村碧唯（第71名）
- HKT48 Team TII：松岡花（第66名）
- NGT48 Team NIII：高倉萌香（第67名）
- NGT48 Team G：小熊倫實（第69名）、山口真帆（第70名）、長谷川玲奈（第77名）
- STU48：瀧野由美子（第74名）
- BNK48 Team BIII：Music／Praewa Suthamphong（第72名）

### 浪花的訊息
「第10屆世界選拔總選舉紀念小组」名義
（中心成員：植木南央）
- Team A：篠崎彩奈（第94名）
- Team B：大家志津香（第100名）
- Team 4：大森美優（第88名）、山內瑞葵（第92名）、馬嘉伶（第97名）
- Team 8／Team K：山田菜菜美（第95名）
- Team 8／Team B：本田仁美（第82名）
- SKE48 Team KII：水野愛理（第93名）
- SKE48 Team E：谷真理佳（第89名）
- NMB48 Team M：加藤夕夏（第86名）
- NMB48 Team BII：村瀨紗英（第90名）、上西怜（第98名）
- HKT48 Team H：豐永阿紀（第83名）
- HKT48 Team KIV：植木南央（第81名）、運上弘菜（第84名）、下野由貴（第85名）
- HKT48 Team TII：坂本愛玲菜（第87名）、栗原紗英（第96名）
- NGT48 Team NIII：山田野绘（第91名）
- STU48：石田千穗（第99名）

### 「喜歡」的種子
「SHOWROOM選拔」名義
（中心成員：中井莉加）
- Team 8／Team K：左伴彩佳
- Team 8／Team B：吉川七瀨、清水麻璃亞
- Team 8／Team 4：宮里莉羅
- 研究生：山根涼羽
- SKE48 研究生：仲川和泉、野野垣美希
- NMB48 Team N：堀詩音
- NMB48 Team M：西澤瑠莉奈
- NGT48 Team G：中井莉加、中村步加
- STU48：石田千穗、今村美月、土路生優里、福田朱里
- STU48 研究生：沖侑果

### 百合會盛開嗎？
（中心成員：小栗有以）
- Team A：橫山由依、向井地美音
- Team B：谷口惠
- Team 4：馬嘉伶、山內瑞葵
- Team 8／Team A：岡部麟、小栗有以
- Team 8／Team K：倉野尾成美
- Team 8／Team 4：高橋彩音
- SKE48 Team KII：小畑優奈
- NMB48 Team N：山本彩加
- NMB48 Team BII：城恵理子
- HKT48 Team TII：松岡花
- NGT48 Team NIII：荻野由佳、加藤美南
- NGT48 Team G：本間日陽
- STU48：瀧野由美子